# Refugi Alfonso XIII
El refugi Alfonso XIII o refugi de Piedrafita està situat a la vall de Tena, al circ de Piedrafita, al costat de l'ibón de Respomuso, a 2.140 m d'altitud. Va ser construït per la Sociedad Peñalara de Madrid en 1929 com a refugi de muntanya no guardat, no disposant de cap equipament, sols aigua a la rodalia. S'arriba al refugi des de la població de Sallent de Gállego.
La inauguració del refugi de Respomuso en octubre de 1993 va suposar el tancament del refugi Alfonso XIII i la seua conversió com a cabana de pastors, però l'any 2015 va reobrir de nou pel tancament preventiu durant l'hivern del refugi de Respumoso pel perill d'allaus.

## Activitats
És punt de pas del GR 11, sender Ibons d'Arriel i Circ de Piedrafita, travesses al refugi de Wallon i al Balneari de Panticosa (GR-11), ascensions al Balaitús, Frondelles, Tebarrai, Gran Facha, Infiernos (Central, Occidental, Oriental), Cristales, Cambales, Llena Cantal, així com itineraris d'esquí de Muntanya, escalades en alta muntanya i en gel.